# عوام‌گرایی
عَوام‌گرایییا پوپولیسم (واژه‌ی popul(us)/عوام در لاتین + پسوند ism/گرایی)خط‌مشی جنبش‌ها و مکاتب فکری سیاسی‌ای است که معمولاً رویکردی غیرمتعارف و غیرسنتی دارند و از ساختارهای رایج یا تفکرات روشنفکرانه فاصله می‌گیرند.

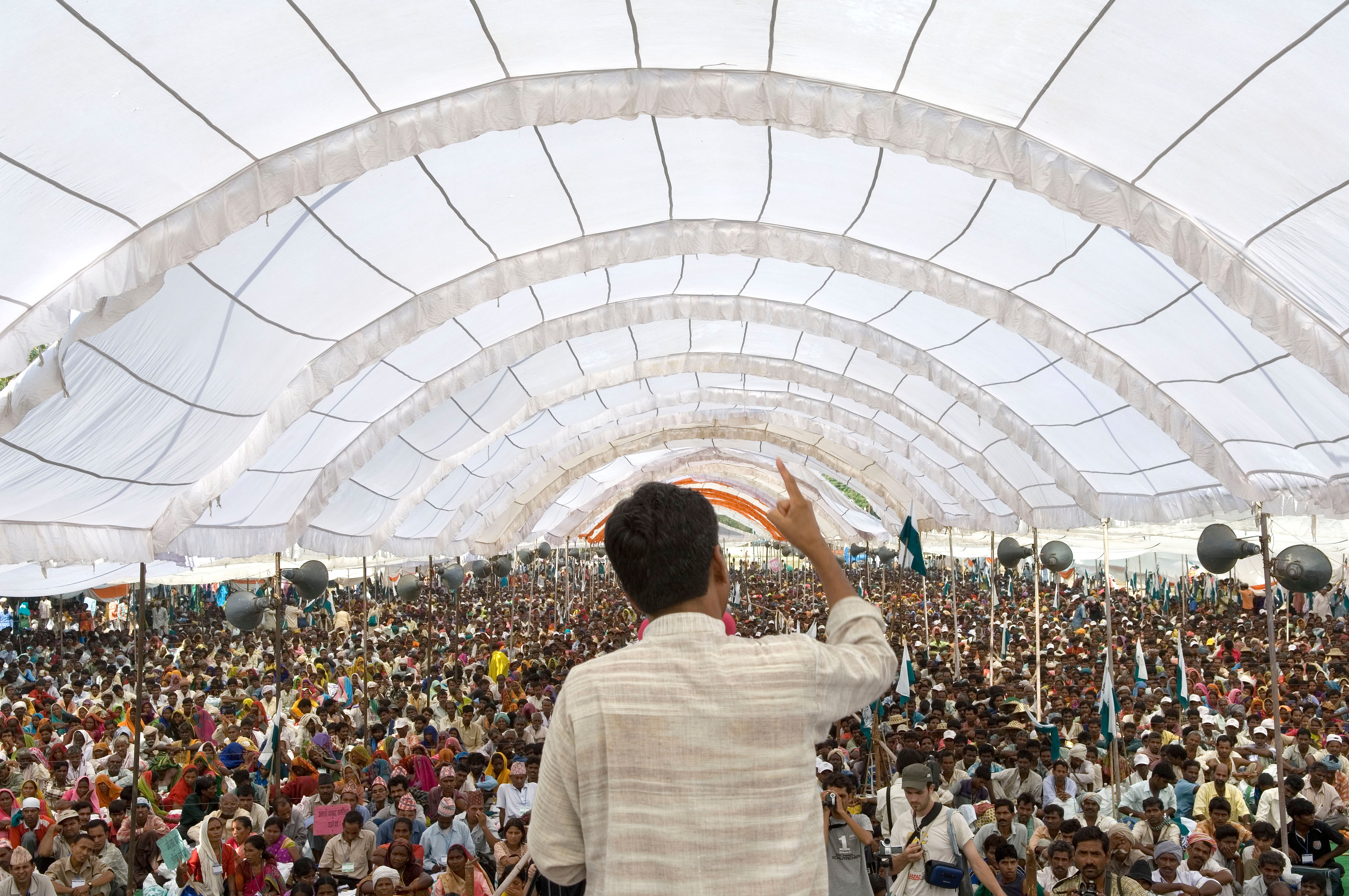

در سده‌ی بیستم میلادی، جنبش‌های عوام‌گرا در نقاط مختلف جهان ظهور کردند، اما الگوهای متفاوتی داشتند. این جریان‌ها با پیشنهاد راهکارها و سیاست‌های غیرمرسوم، توجه عامه‌ی مردم را به خود جلب می‌کنند و کمتر به اصول و عقاید مرسوم احزاب و گروه‌های سیاسی پایبند هستند.

## تعریف و توضیح
عوام‌گرایی به معنای تقدیس و بزرگ‌نمایی جایگاه مردم به‌عنوان نیرویی مقدس است که باور دارد اهداف سیاسی باید مستقیماً بر پایۀ خواست و قدرت توده‌ها، خارج از چارچوب احزاب و ساختارهای رسمی، تحقق یابند.این جریان فکری با نگاهی ساده‌انگارانه، ارزش‌ها و ویژگی‌های مثبت توده‌ها را در برابر فساد و نادرستی طبقات حاکم یا گروه‌های صاحب‌امتیاز قرار می‌دهد و آن‌ها را می‌ستاید.
این دیدگاه خواسته‌های عمومی را هم‌تراز با حقیقت و اخلاق می‌داند و بر ضرورت ارتباط بی‌واسطه میان شهروندان و حکومت تأکید می‌کند.از ویژگی‌های بارز این نگرش، تمایل به کشف توطئه‌های ادعایی ضد مردمی در تمامی عرصه‌هاست که در بسیاری موارد به تشدید تنش‌های نژادی و قومی منجر می‌شود.
عوام‌گرایان به جلب حمایت مردم از طریق وعده‌های کلی و مبهم که معمولاً همراه با شعارهای ضد امپریالیستی است، می‌پردازند.آنها اهداف سیاسی را خارج از چارچوب نهادها و احزاب موجود و با بسیج توده‌های مردم برای اعمال فشار مستقیم بر حکومت پیگیری می‌کنند.عوام‌گرایان به تقدیس مردم می‌پردازند و معتقدند اهداف سیاسی باید صرفاً با اراده و نیروی مردم، بدون واسطه‌گری احزاب و سازمان‌های سیاسی محقق شوند.
سنت سیاسی عوام‌گرایی در هر کشور ویژگی‌های خاص خود را دارد. در جنبش‌های عوام‌گرا، معمولاً ائتلافی آشکار یا پنهان میان طبقات مختلف با منافع گاه متضاد شکل می‌گیرد.این هم‌آمیزی گروه‌های اجتماعی عمدتاً نتیجه عدم سازمان‌یافتگی طبقاتی و فقدان مرزهای مشخص طبقاتی است.
ویژگی‌های بارز عوام‌گرایی شامل عوام‌فریبی، پرستش رهبر پرجذبه، تعصب، تکیه بر قشرهای محروم جامعه، فقدان ایدئولوژی منسجم و در عین حال داشتن مؤلفه‌هایی از ضدیت با امپریالیسم و ملی‌گرایی است.همچنین توسعه‌طلبی، تقویت نیروهای مرتبط با بازار داخلی و گاهی حمایت از آزادی‌های صنفی و مردم‌باورانه از شاخصه‌های عوام‌گرایان محسوب می‌شوند.
در نگاه نخست، عوام‌گرایی مردم‌باورانه به نظر می‌رسد؛ چرا که خواهان به رسمیت‌شناختن حق حاکمیت مردم و حکومت اکثریت است و سیاست را بازتابی از خواست عمومی می‌داند. بااین‌حال، رهبران عوام‌گرا معمولاً کثرت‌گرایی را برنمی‌تابند و «دیگران» را عامل شرایط موجود می‌دانند.درواقع، این رویکرد در بنیان با اصول لیبِرال دموکراسی ناسازگار است.
رهبران عوام‌گرا همواره ادعا می‌کنند که تنها نمایندگان واقعی مردم یا همان اکثریت خاموش هستند.نکته قابل توجه این است که عوام‌گرایی هم در جریان‌های چپ و هم در جریان‌های راست مشاهده می‌شود؛ به‌طوری که عوام‌گرایان راست‌گرا آن را با انواعی از بومی‌گرایی درمی‌آمیزند، حال آنکه عوام‌گرایان چپ‌گرا آن را با شکل‌هایی از سوسیالیسم ترکیب می‌کنند.

## تاریخچه
در دهه ۱۸۶۰ میلادی، روشنفکران تندروی روسی با تشکیل گروه‌هایی موسوم به نارودنیک‌ها یا باورندگان به مردم، بنیان‌های این تفکر را بنا نهادند. آنان معتقد بودند روسیه می‌تواند بدون عبور از مرحله سرمایه‌داری، مستقیماً به نظام سوسیالیستی دست یابد. پایه این تحول را در جوامع روستایی جستجو می‌کردند. در دهه ۱۸۷۰ میلادی، دانشجویان پیرو این اندیشه به مناطق روستایی رفتند تا اندیشه‌های انقلابی را میان مردم ترویج دهند.
انقلابیون روسی حزب زمین و آزادی را تأسیس کردند.عوام‌گرایی در ابتدا به این اعتقاد اشاره داشت که انقلاب باید کار خود مردم (در روسیه یعنی دهقانان) باشد، نه اقلیتی از مبارزان انقلابی.در پایان سده نوزدهم، مارکسیست‌های روس که به سازمان‌دهی و حزب پیشرو معتقد بودند، به روش‌های انقلابی رقبای غیرمارکسیست خود برچسب عوام‌گرایی زدند. این عنوان به تدریج بار معنایی تحقیرآمیزی یافت.
پس از سال ۱۹۴۵، نمونه‌های عوام‌گرایی در آمریکا را می‌توان در روش‌های افرادی مانند سناتور جوزِف مَک‌کارتی و جورج والاس مشاهده کرد. برخی نیز ظهور چپ نو را نشانه پیروزی جهانی عوام‌گرایی دانسته‌اند. این پدیده در جنبش‌های روستایی اروپای شرقی پیش از ۱۹۳۹، همچنین در فاشیسم و نازیسم و نیز در بسیاری از جنبش‌های آزادی‌بخش جهان سوم دیده می‌شود.
نمونه بارز نوعوام‌گرایی را می‌توان در تحولات سیاسی ایتالیا طی دو دهه اخیر بررسی کرد. سیلویو بِرلوسکونی در سال ۱۹۹۴ با حزب جدید خود به نام فورزا ایتالیا وارد صحنه سیاسی شد. او گونه‌ای نوین از عوام‌گرایی را بنیان نهاد که بر کنترل رسانه‌ها استوار بود. برلوسکونی و متحدانش با این روش در انتخابات سال‌های ۱۹۹۴، ۲۰۰۱ و ۲۰۰۸ به پیروزی دست یافتند. وی در مجموع حدود ده سال سمت نخست‌وزیری ایتالیا را بر عهده داشت.
در میان رهبران عوام‌گرای معاصر می‌توان به دونالد ترامپ، نارِندرا مودی و رجب طیب اردوغان اشاره کرد. خوآن پرون و هوگو چاوِز نیز به عنوان کهن‌الگوی عوام‌گرایی شناخته می‌شوند.

## ارجاعات
1. ↑  «عوام‌گرایی» [علوم سیاسی و روابط بین‌الملل] هم‌ارزِ «populism»؛ منبع: گروه واژه‌گزینی. دفتر ششم. فرهنگ واژه‌های مصوب فرهنگستان. تهران: انتشارات فرهنگستان زبان و ادب فارسی. شابک ۹۷۸-۹۶۴-۷۵۳۱-۸۵-۶ (ذیل سرواژهٔ عوام‌گرایی)
2. 1 2 3  «Populism Definition & Meaning» [تعریف و معنای عوام‌گرایی]. دیکشنری‌دات‌کام.
3. 1 2 3 4 5 6 7 8  داریوش آشوری، ۱۳۸۳، دانشنامۀ سیاسی، مروارید، ۳۰۰.
4. 1 2 3 4 5 6 7  مهدی ابوطالبی (۸ آبان ۱۳۹۰). «پوپولیسم». پایگاه اطلاع‌رسانی حوزه.
5. 1 2 3 4 5  سلین گیریت (۴ بهمن ۱۴۰۲). «پوپولیسم چیست و آیا خطری برای دموکراسی است؟». بی‌بی‌سی فارسی.
6. ↑  داریوش آشوری، ۱۳۸۳، دانشنامۀ سیاسی، مروارید، ۲۹۹.
7. ↑  اِستِفانو فِلا، و کارلو روتزا، ۲۰۰۹، بازآفرینی راست ایتالیایی: سیاست‌های ارضی، عوام‌گرایی و «پسافاشیسم» [به انگلیسی]، روتلِج.